# Maonan
Cet article concerne le peuple maonan. Pour la langue maonan, voir Maonan (langue).
Les Maonan, en chinois 毛南族  Máonánzú, sont un groupe ethnique.  Ils sont un peu plus de 100 000 et forment l'un des 56 groupes ethniques officiellement identifiés par la république populaire de Chine.